# Vättern
Vättern je jezero u Švedskoj drugo po veličini u zemlji poslije jezera Vänern, s kojim je i povezano putem vodenih kanala.
Jezero je dio mreže vodenih puteva i vodenih kanala koje povezuju Göteborg na Atlantiku sa Söderköpingom, lukom na Baltičkom moru.
Poznatija naselja na obali jezera su: Vadstena, Jönköping, Hjo, Askersund, Åmmeberg, Karlsborg. Visingsö je otok na južnom dijelu jezera.